# Dänew (etrap)
Dänew (turkm. Dänew etraby) – etrap (jednostka administracyjna drugiego rzędu) w Turkmenistanie na terenie wilajetu lebapskiego z siedzibą w Dänewie. W 2022 roku liczył ok. 159,6 tys. mieszkańców. Etrap zajmuje, położone na północny zachód od stolicy wilajetu w Türkmenabacie, żyzne tereny doliny Amu-darii, od której poprowadzone są tutaj liczne kanały irygacyjne.
Etrap przecinają droga oraz linia kolejowa, będące częścią korytarza Türkmenabat-Urgencz-Daszoguz.
W 2001 roku siedzibę etrapu przemianowano na Galkynyş – analogicznie zmieniono nazwę etrapu. W 2017 roku przywrócono nazwę Dänew, a także włączono w granice etrapu miasto Seýdi i cały obszar dotychczasowego etrapu Garaşsyzlyk.